# Драго Млинарец
Драгутин Драго Млинарец (рођен 14. децембра 1942. у Загребу) је југословенски и хрватски музичар, текстописац, продуцент и композитор.
Млинарчева музичка каријера почела је 1962. године у саставу „Јутарње звијезде“, а четири године касније постао је члан „Групе 220“, једне од својевремено популарних рок група на подручју Југославије. Продуцирао је, између осталог, и први албум групе Азра.

## Фестивали
Сплит:
- Разговарам с морем (са Арсеном Дедићем и групом 220), '68

Загреб:
- Камо води све то (са групом 220), '68
- Посмртна освета (са групом 220), '71
- Марјан експрес (Вече нових трендова шансоне), '86

Бум поп фестивал, Љубљана:
- Кај год блуз / Складиште тишине (са Ивицом Кишом и Томажом Домицељом), '72
- Поп пјевач (са групом 220), '73
- Пјесме са планине (са његовим пријатељима), '73

Југословенски фестивал револуционарне и родољубиве песме:
- Домовина, '76
- Будница (са пријатељима), '78

Опатија:
- Тркалиште (Вече рок група, са пријатељима), '79

Загреб:
- Марјан експрес (са Миљенком Галићем, Вече нових трендова шансоне), '86